# Читанава, Нодари Амросиевич
Нодар Амвросиевич Читанава (груз. ნოდარ ამბროსის ძე ჭითანავა; род. 10 марта 1936, Грузинская ССР, СССР) — советский грузинский государственный и партийный деятель. Председатель Совета министров Грузинской ССР (1989—1990).

## Биография
В 1954—1990 годах — колхозник, техник строительного управления № 5 в Зугдидском районе, инструктор, второй, первый секретарь Зугдидского райкома комсомола, секретарь Зугдидского райкома КП Грузии, консультант республиканского Дома политпросвещения, инструктор ЦК КПГ, первый секретарь Цхакаевского райкома, второй секретарь Аджарского обкома, министр сельского хозяйства, первый заместитель председателя СМ Грузинской ССР, секретарь ЦК КП Грузии, председатель СМ Грузинской ССР с 14 апреля 1989 до 15 ноября 1990 года.
Доктор экономических наук, профессор. В 1998—2004 годах директор научно-исследовательского института экономических и социальных проблем при Министерстве экономики Грузии. Действительный член Академии сельского хозяйства, академик Академии экономических наук Грузии, председатель диссертационного совета, заведующий кафедрой макроэкономики Сухумского филиала Грузинского технического университета.
Супруга — Кетеван Читанава (род. 1945).